# Broby hage
Broby hage är  en tidigare småort i Funbo socken i södra delen av Uppsala kommun. Från 2015 ingår området i tätorten Bärby.